# Andrena rufizona
Andrena rufizona is een vliesvleugelig insect uit de familie Andrenidae. De wetenschappelijke naam van de soort is voor het eerst geldig gepubliceerd in 1834 door Imhoff.